# Jean-Pierre Profichet
Jean-Pierre Profichet, né le 4 octobre 1906 au Havre et mort le 12 janvier 1988 à Montreuil, est un médecin et homme politique français.

## Biographie
Il passe son enfance et sa jeunesse au Havre où il obtient son baccalauréat es-lettres et es-sciences.
Diplômé des facultés de médecine de Rouen et de Rennes (1924-1930), il exerce la profession de médecin généraliste accoucheur. Il est médecin volontaire au Maroc durant son service militaire (1931-1932) puis médecin de campagne en Normandie (1933-1935) et médecin hospitalier à Paris (1936-1938). Il est lieutenant Médecin sur le front de la ligne Maginot (1939-1940) et enfin médecin généraliste à Montreuil (Seine-Saint-Denis) (1935-1939 et 1945-1970).
En 1932, à la fin de son service militaire au Maroc, il est nommé au grade de médecin sous-lieutenant.
Il est mobilisé et rappelé à l'activité en août 1939. Affecté au front de la ligne Maginot en octobre 1939, il est fait prisonnier avec son unité en juin 1940 à Sombernon (Côte-d'Or). Incarcéré à Dijon puis transféré à Sarrebruck, il s'évade en décembre 1940 et rejoint les F.F.C à Londres en août 1941. Parachuté en France près de Bergerac en août 1941, il rejoint Paris et incorpore officiellement les Forces Françaises Combattantes d'octobre 1942 à la Libération. Il est engagé dans le réseau « Brutus » en novembre 1942 sous les ordres du commandant Poupault. Il collabore avec le réseau de renseignement F.F.I Bernier, est incorporé au groupe F.F.I Picardie puis rejoint le service de Santé de la Résistance en mars 1944 jusqu'à l'insurrection de Paris.
Il est conseiller municipal R.P.F (1947-1952 et 1953-1958), conseiller général de la Seine (1953-1958) et député U.N.R / U.D.T de Montreuil-Rosny (1958-1962).

## Distinctions
- Officier de la Légion d'honneur à titre militaire.
- Médaille de la Résistance française
- Croix de guerre 1939-1945